# Luis Ubiñas
Ignacio Luis Ubiñas (7 czerwca 1940 w Montevideo, zm. 17 lipca 2013 tamże) – piłkarz urugwajski noszący przydomek Peta, pomocnik, obrońca, stoper, libero. Jako piłkarz zaliczany jest do sław urugwajskiego piłkarstwa.
Będąc piłkarzem klubu Rampla Juniors wziął udział razem z reprezentacją Urugwaju w finałach mistrzostw świata w 1966 roku, gdzie Urugwaj dotarł do ćwierćfinału. Ubiñas zagrał we wszystkich czterech meczach – z Anglią, Francją, Meksykiem i Niemcami.
Jako gracz klubu Club Nacional de Football był w kadrze narodowej w finałach mistrzostw świata w 1970 roku. Urugwaj zdobył miano czwartej drużyny świata, a Ubiñas zagrał we wszystkich sześciu spotkaniach – z Izraelem, Włochami, Szwecją, ZSRR, Brazylią i Niemcami. Od meczu z Włochami zastępował Pedra Rochę w roli kapitana.
Nigdy nie wziął udziału w turnieju Copa América.
Od 3 stycznia 1965 do 8 lipca 1973 rozegrał w reprezentacji Urugwaju 33 mecze i zdobył 1 bramkę.
Po zakończeniu kariery piłkarskiej został trenerem – był współpracownikiem Porty podczas mistrzostw świata w 1974 roku.